# Erin Pac
Erin Pac (Farmington, 30 maggio 1980) è una bobbista statunitense.

## Biografia
Ai XXI Giochi olimpici invernali (edizione disputatasi nel 2010 a Vancouver, Canada) vinse la medaglia di bronzo nel Bob a 2 con la connazionale Elana Meyers partecipando per la nazionale statunitense, venendo superate dalle due canadesi.
Il tempo totalizzato fu di 3'33.40, con un distacco minimo dalle altre classificate, 3'33.13 e 3'32.28, il loro tempi. 
Inoltre ai campionati mondiali vinse alcune medaglie:
- nel 2007, argento nel bob misto
- nel 2008, bronzo nel misto.